# AG-54
La autovía AG-54 o Autovía AG-53-Carballino es una autovía autonómica libre de peaje de la Junta de Galicia que transcurre entre Maside con la conexión a la autovía libre de peaje AG-53 y Carballino con la conexión a la carretera nacional N-541. Consta de unos 5,19 kilómetros de longitud y la velocidad limita a 120 km/h. Es explotada por la empresa Autoestrada Alto de Santo Domingo-Ourense, S.A. (actualmente Agencia Gallega de Infraestructuras) bajo concesión administrativa dependiente de la Junta de Galicia.

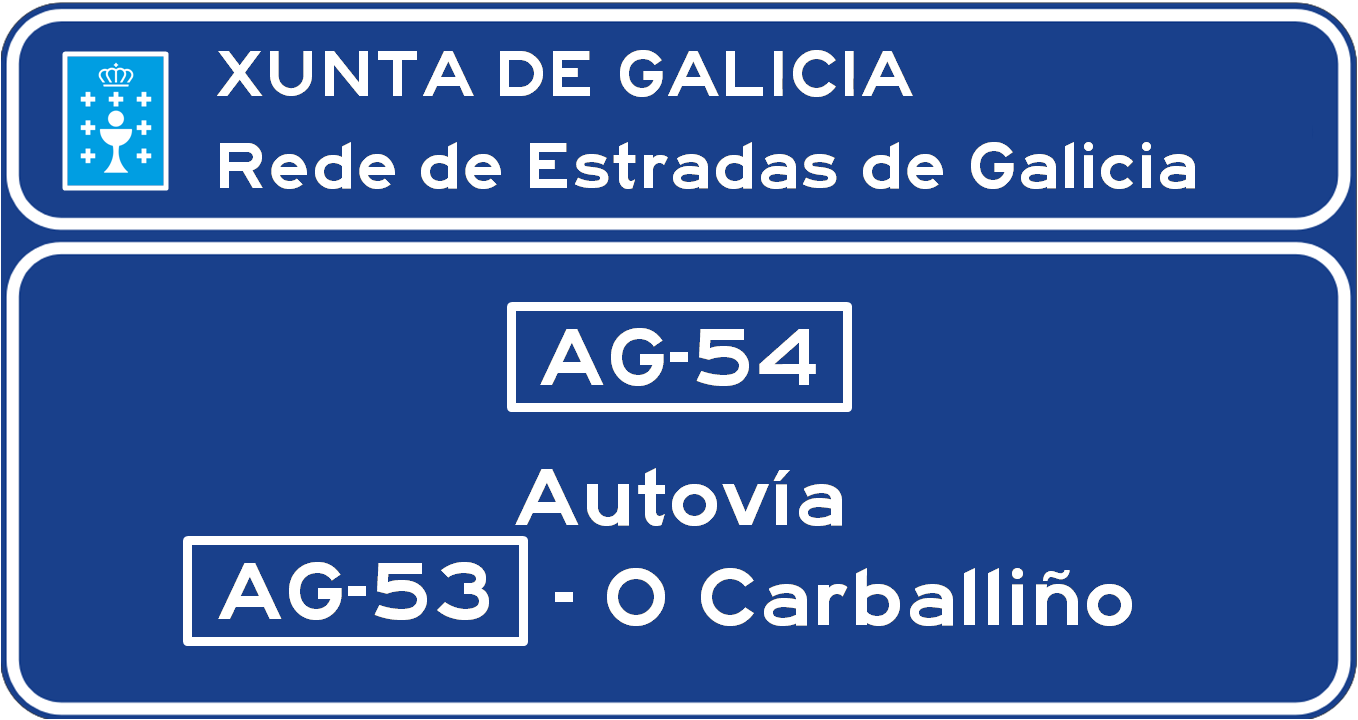
Señal de confirmación de la autovía enlace AG-53-Carballiño AG-54.

## Historia
Las obras de la autopista libre de peaje fue iniciado el 27 de mayo de 2005, en el anuncio de la inauguración de las obras, había anunciado que cuenta el ramal a Carballino desde Maside (con el segundo tramo de la AG-53). Los tramos de la AG-53 se abrieron en 2 fases: el primer tramo entre Alto de Santo Domingo y Cea fue inaugurado el 15 de octubre de 2007 por el presidente de la Junta de Galicia, Emilio Pérez Touriño y el segundo tramo entre Cea y Barbantes fue puesto en servicio y abierto al tráfico sin acto inaugural, el 25 de abril de 2009. Unos 6 meses después de la puesta en servicio del segundo tramo de la AG-53, el ramal a Carballino de la AG-54 fue inaugurado por el presidente de la Junta de Galicia, Alberto Núñez Feijóo, el 29 de octubre de 2009.

## Tramos
| Denominación | Tramo                           | Kilómetros | Año servicio |
| ------------ | ------------------------------- | ---------- | ------------ |
| AG-54        | AG-53 Maside - N-541 Carballino | 5,2        | 2009         |

## Salidas
| Velocidad | Esquema | Salida | Sentido Carballino (N-541) | Carriles | Sentido Maside (AG-53)                                                                                             | Carretera | Notas |
| --------- | ------- | ------ | --- | -------- | --- | --------- | ----- |
|           |         |        | Comienzo de la Autovía AG-53 -Carballino AG-54 Procede de: AG-53 Maside                                                             |          | Fin de la Autovía AG-53 -Carballino AG-54 Incorporación final: AG-53 Dirección final: AG-53 Santiago de Compostela | AG-53     |       |
|           |         | 0      | |          | AG-53 Orense | AG-53     |       |
|           |         | 1      | OU-0303 Maside Negrelle San Amaro                                                                                                   |          | OU-0303 Maside Negrelle San Amaro                                                                                  | OU-0303   |       |
|           |         |        | Fin de la Autovía AG-53 -Carballino AG-54 Dirección final: Carballino N-541 Carballino Pontevedra N-541 Orense OU-504 Cea Ribadavia |          | Inicio de la Autovía AG-53 -Carballino AG-54 Procede de: N-541 Carballino                                          | N-541     |       |